# Apóstolos Boúglas
Apóstolos Boúglas, (grec moderne : Απόστολος Μπούγλας), né le 16 mars 1989 à Trikala, est un coureur cycliste grec. Son frère cadet Geórgios est également coureur cycliste.

## Palmarès sur route

### Par année
- 2010
  - 2e du championnat de Grèce du contre-la-montre par équipes
- 2013
  - 3e du championnat de Grèce sur route
- 2014
  - 2e du championnat de Grèce sur route

### Classements mondiaux
| Année           | 2014 |
| --------------- | ---- |
| UCI Europe Tour | 246e |

## Palmarès sur piste

### Championnats des Balkans
- 2013
  -  Médaillé d'argent de la poursuite par équipes

### Championnats nationaux
- 2007
  - 2e du championnat de Grèce de poursuite par équipes juniors
  - 3e du championnat de Grèce de l'américaine juniors
  - 3e du championnat de Grèce de vitesse par équipes juniors
- 2009
  - 3e du championnat de Grèce de l'américaine
- 2010
  - 3e du championnat de Grèce de l'américaine
- 2011
  -  Champion de Grèce de poursuite par équipes (avec Chrístos Volikákis, Aléxandros Papaderos et Stavrós Papadimitrákis)
- 2012
  - 2e du championnat de Grèce de l'américaine
- 2014
  -  Champion de Grèce de l'américaine (avec Geórgios Boúglas)